# Kitgum (plaats)
Kitgum is de hoofdplaats van het district Kitgum in het noorden van Oeganda.
Kitgum telde in 2002 bij de volkstelling 42.929 inwoners.